# Ciklični graf
Ciklični graf (oznaka {\displaystyle C_{n}\,} za graf z {\displaystyle n\,} točkami) je v teoriji grafov graf, ki ga sestavlja samo en cikel. To pomeni, da je nekaj točk povezanih v zaprto verigo. Pri cikličnem grafu se lahko vedno določi število točk {\displaystyle n\,} in zaradi tega se takšen graf označuje s {\displaystyle C_{n}\,}. Število točk je enako številu povezav, vsaka točka ima stopnjo 2.

## Značilnosti cikličnega grafa
Ciklični graf je
- ravninski
- 2-povezavnopobarvljiv
- 2-regularen
- 2-točkovnopobarvljiv
- 3-točkovno in 3-povezavnoobarvljiv
- povezan
- Eulerjev
- Hamiltonov
- z enotsko razdaljo
- simetričen
- Cayleyjev

## Usmerjeni ciklični graf
Usmerjeni ciklični graf ima vse povezave usmerjene v isto smer.